# Save a Prayer
«Save a Prayer» — третий по счёту сингл со второго студийного альбома британской нью-вейв-группы «Duran Duran», выпущенный 9 августа 1982 года. К моменту выхода, композиция стала самой коммерчески успешной работой группы в Британии, сумев подняться до 2-го места в UK Singles Chart. Несмотря на то, что видеоклип на песню был весьма популярен на MTV, её релиз в США в качестве сингла состоялся только в январе 1985 года в поддержку концертного альбома Arena и поднялся до 16-го места в чарте Billboard Hot 100.
«Save a Prayer» является одной из самых популярных в репертуаре группы среди поклонников и исполняется практически на каждом концерте. До написания «Leave a Light On» из альбома All You Need is Now, это была единственная песня (не считая «Astronaut» с одноимённого альбома 2004 года), которую вокалист группы — Саймон Ле Бон исполнял на концертах, аккомпанируя себе на акустической гитаре. Помимо этого, по мнению некоторых критиков и слушателей, в «Leave a Light On» слышатся отсылки к «Save a Prayer».

## Написание и запись
Изначально «Save a Prayer» (услышать здесь: https://www.youtube.com/watch?v=6Uxc9eFcZyM) была написана Ле Боном и представляла собой акустическую композицию, сыгранную им же на гитаре. Когда над песней начала работать группа, то она значительно начала преображаться. В итоге финальный вариант превратился в балладную композицию (около 110 ударов в минуту) с обильным использованием электроники.
Основу песни составляет программируемое арпеджио синтезатора Roland Jupiter-8 в ключе Ре минор во время куплетов и Си минор во время припевов. С помощью этого-же инструмента, Ником Роудсом была воссоздана мелодия с эффектом флейты (при этом звучание ноты Ре время от времени меняется с помощью бендера, становясь вибрирующим) и струнные, звучащие во время припевов. По словам Джона Тейлора, бас-гитара была записана им в две дорожки, что создает впечатление того, что композиция записана с помощью безладовой бас-гитары. Для достижения соответствующего звукового эффекта на живых концертах, бас-гитаристу приходится прибегать к помощи педали с эффектами. Также в записи песни были задействованы три гитары — акустика (исполняемая Ле Боном) и два эффекта электрогитары — хорус и дисторшн (аналогичен звучанию гитары Gibson Les Paul).

## Версии сингла
7"

1. «Hold Back The Rain (Remix)» — 4:01

12"

1. «Hold Back The Rain (Remix)» — 7:06

## Музыканты
Duran Duran
- Саймон Ле Бон — вокал, текст и акустическая гитара
- Ник Роудс — клавишные
- Энди Тейлор — гитара
- Джон Тейлор — бас-гитара
- Роджер Тейлор — ударные